# George A. Ramsdell
George Allen Ramsdell, född 11 mars 1834 i Milford i New Hampshire, död 16 november 1900 i Nashua i New Hampshire, var en amerikansk politiker (republikan). Han var New Hampshires guvernör 1897–1899.
Ramsdell efterträdde 1897 Charles A. Busiel som guvernör och efterträddes 1899 av Frank W. Rollins.